# Козинское сельское поселение (Белгородская область)
Кози́нское се́льское поселе́ние — упразднённое муниципальное образование в Грайворонском районе Белгородской области.
Административный центр — село Козинка.
19 апреля 2018 года упразднено при преобразовании Грайворонского района в Грайворонский городской округ.

## История
Козинское сельское поселение образовано 20 декабря 2004 года в соответствии с Законом Белгородской области № 159.

## Население
| 2010  | 2011  | 2012  | 2013  | 2014  | 2015  | 2016  |
| ----- | ----- | ----- | ----- | ----- | ----- | ----- |
| 1208  | ↘1202 | ↗1216 | ↗1242 | →1242 | ↗1277 | ↘1264 |
| 2017  | 2018  |       |       |       |       |       |
| ↗1271 | ↗1283 |       |       |       |       |       |

## Состав сельского поселения
| № | Населённый пункт | Тип населённого пункта       | Население |
| - | ---------------- | ---------------------------- | --------- |
| 1 | Заречье-Второе   | село                         | ↘19       |
| 2 | Заречье-Первое   | село                         | ↘92       |
| 3 | Козинка          | село, административный центр | ↘1097     |
| 4 | Понуры           | хутор                        | ↘0        |

## Экономика
На территории поселения действует сельскохозяйственное предприятие ООО «Козинское» (численность работающих — более 80 человек), завод по производству древесных топливных гранул, 4 магазина, несколько индивидуальных предпринимателей, гостиница, таможенно-логистический терминал.

## Социальные объекты
На территории поселения находятся МБОУ "Козинская средняя общеобразовательная школа", Козинский СМДК; Козинская муниципальная модельная библиотека – филиал №12, МБУСОССЗН «Козинский СРЦдН» Грайворонского городского округа", Козинский ФАП, почтовое отделение связи, отделение Сбербанка, Храм Святого Апостола Иоанна Богослова.